# Larus hyperboreus
Il gabbiano glauco (Larus hyperboreus, Gunnerus 1767) è un uccello della famiglia dei Laridi.

## Sistematica
Larus hyperboreus ha quattro sottospecie:
- L. hyperboreus barrovianus
- L. hyperboreus hyperboreus
- L. hyperboreus leuceretes
- L. hyperboreus pallidissimus

## Distribuzione e habitat
Questo gabbiano vive in tutto l'emisfero boreale a nord del Tropico del Cancro; in Europa è saltuario nel bacino del Mediterraneo; in Nord America è raro in Messico e nel sud degli Stati Uniti; è presente nella parte orientale dell'Asia, ma manca in Medio Oriente e nella zona delle steppe.

## Galleria d'immagini

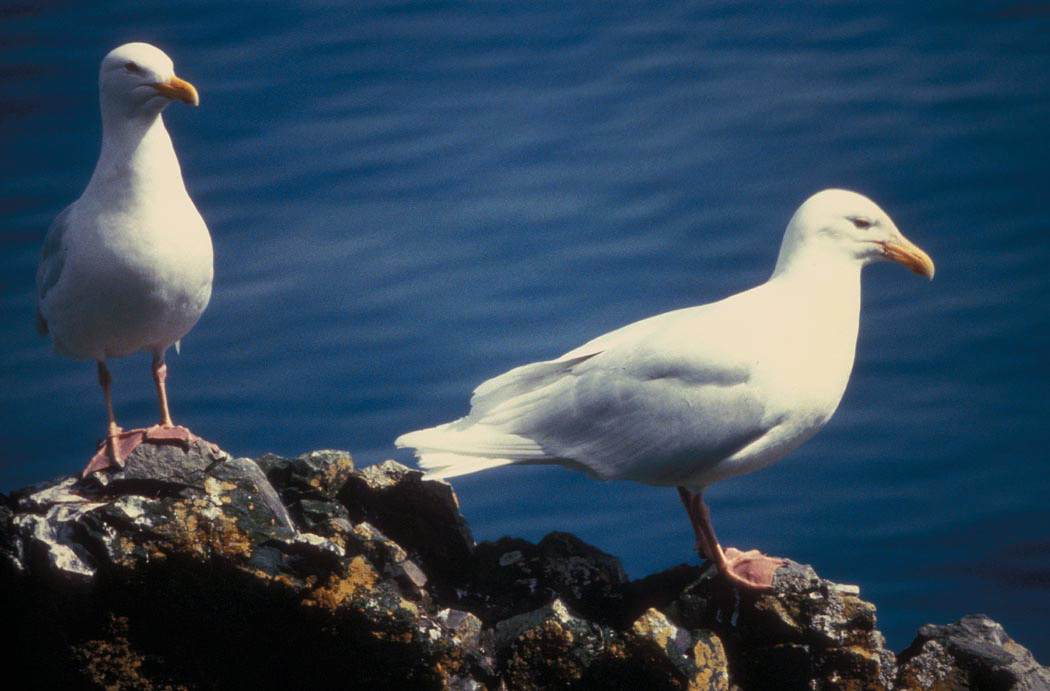
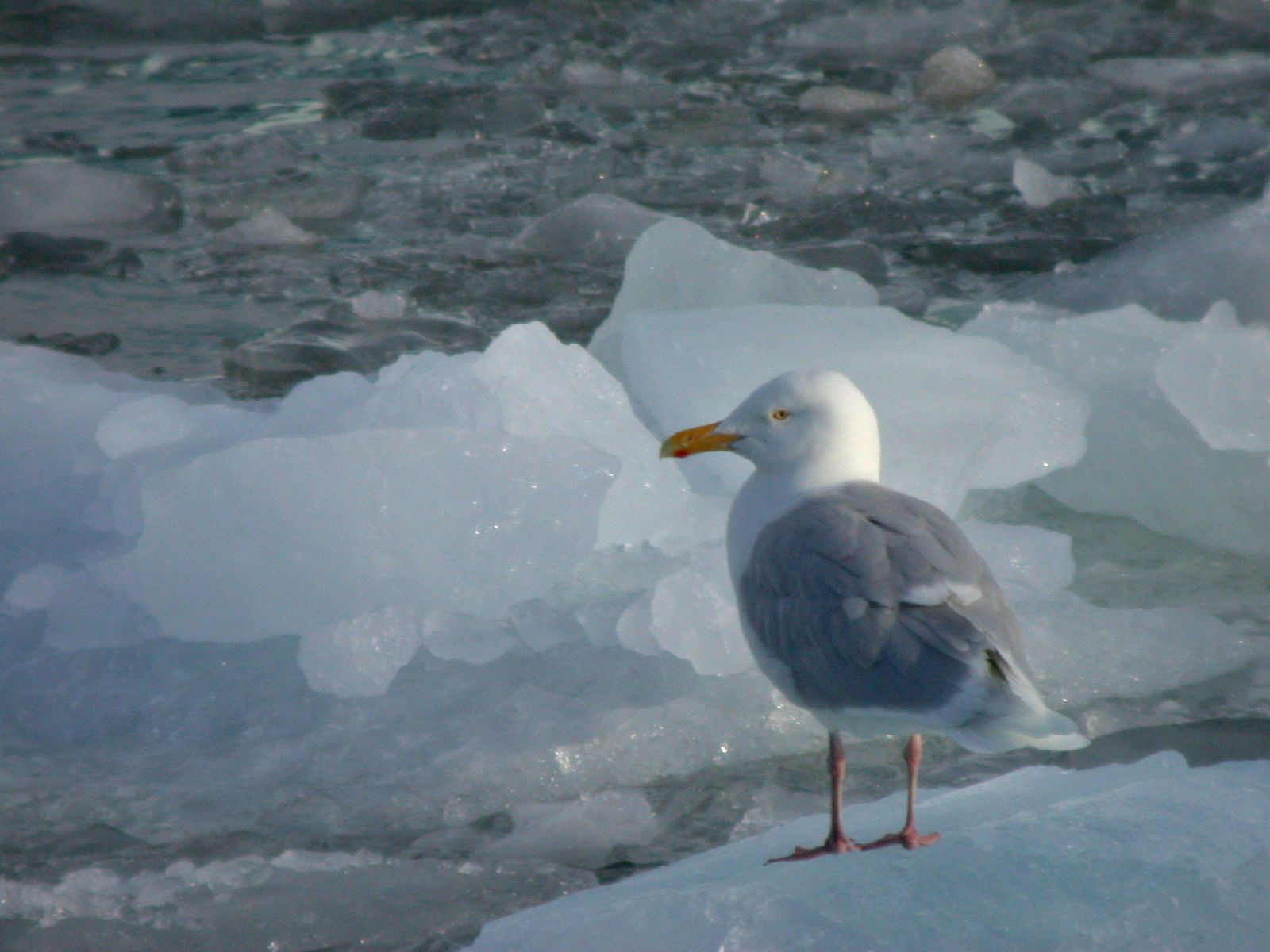
Gabbiano glauco sul ghiaccio
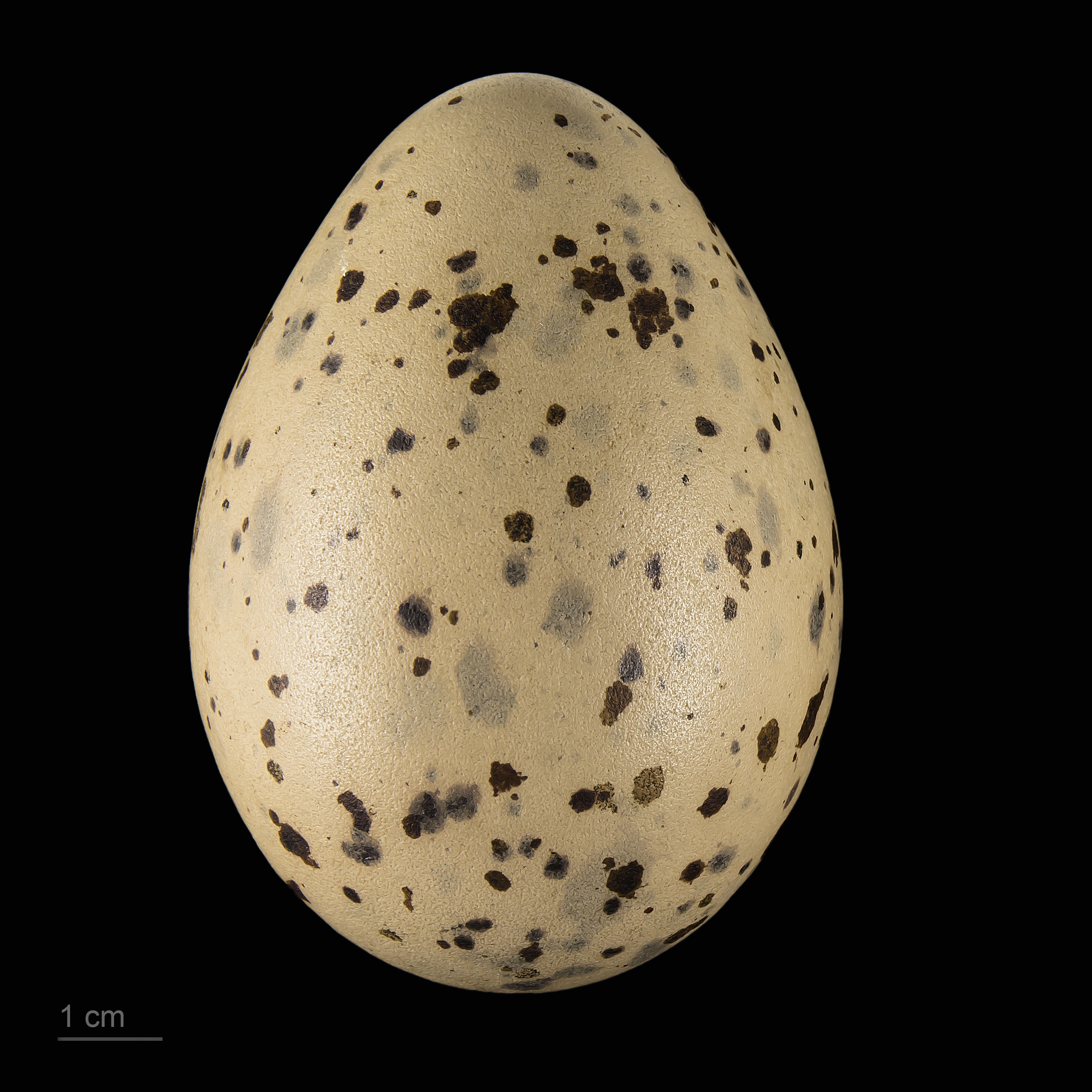
Museum specimen